# Shauna Shim
Shauna Shim (Miami, 1979) è un'attrice statunitense naturalizzata britannica.

## Biografia
Ha iniziato la sua carriera nel 1997, prendendo parte in alcune serie televisive e in alcuni film, come ad esempio Dogville. Ha preso inoltre parte anche a diversi cortometraggi.